# Буйо, Исмаэль
Исмаэ́ль Буйо́ (фр. Ismaël Boulliau; 28 сентября 1605, Лудён, Франция — 25 ноября 1694, Париж) — французский астроном-коперниканец. Свои труды он подписывал латинизированной фамилией Буллиальд (лат. Bullialdus). Первым сформулировал закон всемирного тяготения как «закон обратных квадратов» (сила притяжения обратно пропорциональна квадрату расстояния).
Исаак Ньютон в III книге «Математических начал натуральной философии» опирается на измерения величин планетных орбит, определённые из наблюдений Кеплером и Буйо. В письме к Эдмунду Галлею он упомянул Буйо как одного из своих предшественников в деле открытия закона обратных квадратов.

## Биография
Родился в семье состоятельного гугенота-нотариуса, большого любителя астрономии. В возрасте 21 год обратился в католическую веру, ещё 5 лет спустя был рукоположен в священники. Некоторое время работал королевским библиотекарем, разъезжал по разным странам, скупал книги. Одновременно он изучает научные труды Коперника, Галилея и Кеплера, становится убеждённым сторонником гелиоцентрической системы мира. С помощью Мерсенна, тогдашнего координатора научной жизни Европы, Буйо близко познакомился с Гюйгенсом, Гассенди, Паскалем и другими видными учёными того времени.
В 1657 году некоторое время занимал пост секретаря французского посла в Голландии, затем вернулся к работе библиотекаря. Последние пять лет жизни служил аббатом в аббатстве Сен-Виктор, Париж.

## Научная деятельность
В 1633 году, после суда над Галилеем, Буйо приостановил издание своего астрономического труда «Филолай» (Philolaus), написанного с гелиоцентрических позиций. В 1639 году он опубликовал эту книгу в Голландии без указания имени автора.
Главный астрономический труд Буйо, опубликованный в 1645 году, носит название «Астрономия Филолая» (Astronomia philolaica, Филолай — древнегреческий философ-пифагореец, защищавший идею движения Земли). В нём он не только поддержал первый закон Кеплера, согласно котором планеты движутся по эллипсам, но и указал возможный механизм обеспечения такого движения: всеобщая сила притяжения, обратно пропорциональная квадрату расстояния. Буйо, впрочем, выражался осторожно и не утверждал с уверенностью, что такая сила действительно существует.
Вёл наблюдения переменных звёзд, первым установил период изменений блеска Миры Кита в 11 месяцев (1667). Переводил астрономические сочинения Теона Смирнского, Птолемея. Занимался также исследованиями в области математики, оптики и филологии.

## Труды
- De natura lucis (1638)
- Philolaus (1639)

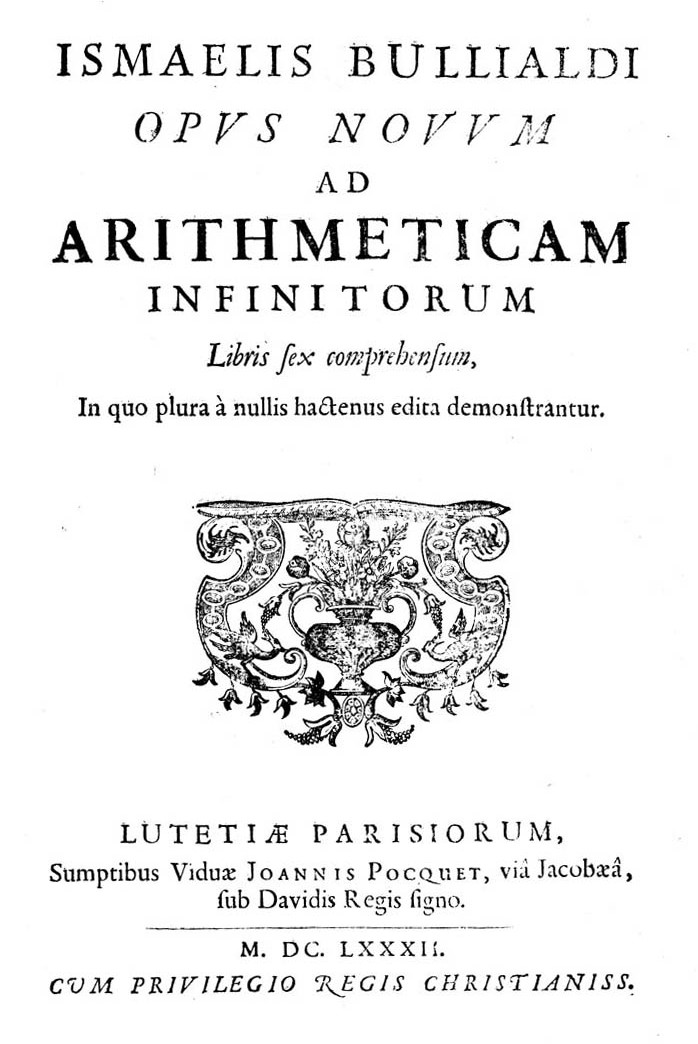
Opus novum ad arithmeticam infinitorum libris sex comprehensum, 1682

- Expositio rerum mathematicarum ad legendum Platonem utilium, перевод труда Теона Смирнского (1644)
- Astronomia philolaica (1645)
- De lineis spiralibus (1657)
- Ad astronomos monita duo (1667)
- Opus novum ad arithmeticam infinitorum (1682)

## Награды и почести
В апреле 1667 года Буйо был избран одним из первых членов созданного в Англии Королевского общества.
В честь учёного в 1935 г. назван кратер на Луне.